# Psammagrostis
Psammagrostis  es un género monotípico de plantas herbáceas,  perteneciente a la familia de las poáceas. Su única especie: Psammagrostis wiseana C.A.Gardner & C.E.Hubb., es originaria del este de Australia.

## Etimología
el nombre del género deriva de las palabras griegas psammos (arena) y Agrostis (un tipo de hierba). 